# Tres dies de Flandes Occidental 2013
Els Tres dies de Flandes Occidental 2013 foren la 67a edició dels Tres dies de Flandes Occidental, una cursa ciclista que es disputa per les carreteres de Flandes Occidental, Bèlgica. La cursa es va disputar entre l'1 i el 3 de març de 2013 i formava part de l'UCI Europa Tour 2013, amb una categoria 2.1.
El vencedor final fou el belga Kristof Vandewalle (Omega Pharma-Quick Step), que s'imposà al suec Tobias Ludvigsson (Argos-Shimano) i al neerlandès Niki Terpstra (Omega Pharma-Quick Step), segon i tercer respectivament. En les classificacions secundàries Adrien Petit (Cofidis) guanyà la classificació per punts, Jelle Wallays (Topsport Vlaanderen-Baloise) els esprints, Tobias Ludvigsson (Argos-Shimano) fou el millor jove i l'Omega Pharma-Quick Step fou el millor equip.

## Equips
L'organització convidà a 25 equips, 9 World Tour, 12 equips continentals professionals i 4 equips continentals:
- equips World Tour: AG2R La Mondiale, Argos-Shimano, FDJ, Team Katusha, Lotto-Belisol, Omega Pharma-Quick Step, RadioShack-Leopard, Team Saxo-Tinkoff, Vacansoleil-DCM
- equips continentals professionals: Accent Jobs-Wanty,, Bretagne-Séché Environnement, Champion System, Cofidis, Crelan-Euphony, Team Europcar, MTN Qhubeka, NetApp-Endura, Topsport Vlaanderen-Baloise, UnitedHealthcare, Vini Fantini-Selle Italia
- equips continentals: 3M, An Post-ChainReaction, De Rijke-Shanks, People4you-Unaas

## Etapes
| Etapa | Data      | Recorregut                |                           | Km    | Vencedor d'etapa         | Líder de la general      |
| ----- | --------- | ------------------------- | ------------------------- | ----- | ------------------------ | ------------------------ |
| Pr.   | 1 de març | Middelkerke - Middelkerke | Contrarellotge individual | 7,0   | Kristof Vandewalle (BEL) | Kristof Vandewalle (EST) |
| 1a    | 2 de març | Bruges - Harelbeke        | Etapa plana               | 175,4 | Danilo Napolitano (ITA)  | Kristof Vandewalle (BEL) |
| 2a    | 3 de març | Nieuwpoort - Ichtegem     | Etapa plana               | 181,8 | Gerald Ciolek (GER)      | Kristof Vandewalle (BEL) |

## Classificació final
|    | Ciclista                 | Equip                       | Temps      |
| -- | ------------------------ | --------------------------- | ---------- |
| 1  | Kristof Vandewalle (BEL) | Omega Pharma-Quick Step     | 8h 33' 22" |
| 2  | Tobias Ludvigsson (SWE)  | Argos-Shimano               | + 6"       |
| 3  | Niki Terpstra (NED)      | Omega Pharma-Quick Step     | + 7"       |
| 4  | Tiago Machado (POR)      | RadioShack-Leopard          | + 8"       |
| 5  | Johan Le Bon (FRA)       | FDJ                         | + 11"      |
| 6  | Mark Cavendish (GBR)     | Omega Pharma-Quick Step     | + 12"      |
| 7  | Jelle Wallays (BEL)      | Topsport Vlaanderen-Baloise | + 12"      |
| 8  | Matthieu Ladagnous (FRA) | FDJ                         | + 14"      |
| 9  | František Raboň (CZE)    | Omega Pharma-Quick Step     | + 15"      |
| 10 | Roger Kluge (GER)        | NetApp-Endura               | + 18"      |